# Isabelle Choko
Isabelle Choko, née Izabela Sztrauch Galewska le 18 septembre 1928 à Łódź en Pologne et morte le 21 juillet 2023 à Paris, est une rescapée des camps de concentration nazis et championne de France d’échecs.

## Biographie
Izabela Sztrauch naît le 18 septembre 1928 à Łódź, en Pologne. Elle est fille unique. Ses parents, Jenta (dite Edzia) née Galewska et Hersz/Heniek Motel Sztrauch, sont pharmaciens. Elle effectue sa scolarité à l'école privée laïque mixte « Notre École ». 
En 1939, Izabela et ses parents sont chassés de leur officine à la suite de l'annexion de la Pologne en application du traité germano-soviétique. En 1940, ils sont enfermés dans le ghetto de Łódź institué dans le quartier délabré de Baluty. Ils vivent au 22 rue Zawisza avec des amis. Izabela travaille dans un atelier de tissage de paille, puis dans un atelier de fabrication de chapeaux. En 1942, elle souffre tour à tour de la jaunisse, de la diphtérie et de la typhoïde. Le 20 décembre, son père succombe aux privations et au manque de médicaments.
Au cours de l'été 1944, le ghetto est liquidé. Izabela et sa mère se cachent pour échapper aux déportations. Elles sont découvertes par les Allemands alors qu'elles se dissimulent sous un plancher, et déportées au camp d'extermination d'Auschwitz II-Birkenau. Une semaine plus tard, elles intègrent le camp de travaux forcés de Waldeslust, annexe du camp de concentration de Bergen-Belsen. Izabela est affectée à la construction de bunkers et à la pose de rails de chemins de fer pour l'entreprise allemande Hochtief. 
Le 4 février 1945, les détenues du camp sont transférées en camion au camp de concentration de Bergen-Belsen. Au mois de mars, Izabela et sa mère contractent le typhus. Sa mère n'y survit pas. Le 15 avril, le camp est libéré par l'armée britannique. Izabela est sauvée par un médecin britannique, puis soignée par sœur Suzanne Spender de la Mission vaticane dans un hôpital improvisé. A ce moment-là, elle ne pèse plus que 25 kg. En juin, elle est transférée à l'hôpital de Norrköping en Suède. Après trois mois de soins, elle entame sa convalescence avec des amies déportées dans le village suédois de Lövstabruk.
En février 1946, Izabela prend le bateau pour la France via l'Angleterre pour s'installer chez un oncle à Paris. Elle s'inscrit à l'Alliance française et passe son baccalauréat. En mai, elle rencontre Arcadie/Arthur Choko, qu'elle épouse en décembre à Saint-Maur-des-Fossés. Ils ont trois enfants : Marc Henri né le 8 août 1947, Nicolas né le 11 septembre 1949, et Stanislas né le 11 janvier 1951.
En 1956, Izabela devient championne de France d'échecs. En septembre 1957, elle remporte, avec Chantal Chaudé de Silans, la poule B du championnat du monde féminin des échecs organisé aux Pays-Bas.
En 1994, elle prend part à l'édification d'un monument au cimetière du Père-Lachaise en souvenir des déportés du camp de Bergen-Belsen. Au début des années 2000, elle décide de témoigner sur la déportation en publiant son autobiographie Mes deux vies aux éditions Caractères. Elle fera partie des 52.000 témoins survivants de la Shoah filmés par la Shoah Foundation (en), ainsi que des témoins filmés par le Mémorial de la Shoah. Elle apparaît dans le documentaire Les Survivants de Patrick Rotman.
Depuis 2022, elle est présidente de l'Union des Déportés d'Auschwitz.
Isabelle Choko s'éteint à Paris le 21 juillet 2023 à l'âge de 94 ans,.

## Distinctions
- Championne de France féminine d’échecs en 1956
- Officière de la Légion d'honneur. Nommée chevalière en 2007, puis promue officière en 2016
- Chevalière de l'ordre national du Mérite
- Chevalière de l'ordre des Palmes académiques

## Publications
- Isabelle Choko, Mes deux vies, Édition Caractères, 2005, 224 p. (ISBN 978-2854463743)
- (en) Isabelle Choko, Frances Irwin, Lotti Kahana-Aufleger, Margit Raab Kalina, Jane Lipski et the Holocaust Survivors’, Stolen Youth: Five Women’s Survival In The Holocaust, Memoirs Project, 2005, 336 p. (ISBN 978-0976073925)
- Isabelle Choko, La Jeune Fille aux yeux bleus, éditions Le Manuscrit / Fondation pour la Mémoire de la Shoah, coll. « Témoignages de la Shoah », 2014, 402 p. (ISBN 978-2304044768)
- Isabelle Choko, Pierre Marlière, La mort en échec, Grasset, 2023, 112 p.